# Stooktestraat
De Stooktestraat is een straatnaam en heuvel in de Vlaamse Ardennen gelegen tussen Berchem en Zulzeke in de Belgische provincie Oost-Vlaanderen. De top van de Stooktestraat is ook de top van de veel bekendere Paterberg.

## Wielrennen
De helling wordt voor in 2022 voor het eerst opgenomen in Dwars door Vlaanderen. De helling zit als afdaling na de klim van de Paterberg al vele jaren in de Ronde van Vlaanderen.